# Albula
Albula je pohoří ležící v kantonu Graubünden v jihovýchodním Švýcarsku. Horopisně náleží pod Východní Alpy. Nejvyšším vrcholem je Piz Kesch (3 418 m).

## Poloha
Pohoří zaujímá plochu 1 600 km². Na severozápadě jej od Plessurských Alp dělí údolí potoka Landwasser, na západě vymezuje hranice mezi Albulou a sousední skupinou Platta další hluboké, 40 km dlouhé údolí Oberhalbstein. Tok Innu, dolina Flüelatal a sedlo Flüelapass (2 383 m) určují hranici pohoří na jihovýchodě. Severní hranici tvoří dolina Susasca.

## Osídlení
Pohoří Albula je poměrně málo osídlené. V podstatě se v horách nalézají jen tři větší obce - Sertig Dörfli, Chants a Bergün. Původními obyvateli zde byli Rétorománi a Ladinové. Rétorománština je zde patrná z názvů obcí, dolin apod. Například vesnička S-chanf, chata Es-cha Hütte, město Zuoz apod. Toto je charakteristické pro celý region Ober Engadinu.

## Geografie
V pohoří Albula se nachází několik ostře rozeklaných masivů jako Piz d'Err. Nad světoznámým střediskem St. Moritz se tyčí vějíř vrcholu Piz Julier a hrotitý Piz Ot. Severně od silničního sedla Albulapass (2 321 m) leží nejvyšší vrchol pohoří - hora Piz Kesch s několik menšími ledovci. Na severu území se nachází tatranská krajina skupin Docan, Schwarzhorn a Vadret.

### Nejvýznamnější vrcholy
| - Piz Kesch (3 418 m) - Piz Julier (3 380 m) - Piz d'Err (3 378 m) - Piz Ella (3 339 m) - Piz Ot (3 246 m) - Piz Vadret (3 229 m) - Piz d'Angel (3 209 m) - Piz Sarsura (3 177 m) - Piz Suvretta (3 166 m) | - Piz Mitgel (3 162 m) - Piz Bleis Marscha (3 128 m) - Kühalphorn (3 078 m) - Schwarzhorn (3 068 m) - Hoch Ducan (3 063 m) - Piz Nair (3 058 m) - Gletscher Ducan (3 020 m) - Piz dal Ras (3 025 m) - Älplihorn (3 006 m) |  |

## Turismus
Pohoří je nejnavštěvovanější v části u Svatého Mořice, kde k vyhlídkovému vrcholu Piz Nair (3 058 m) vede soustava lanovek. V zimě zde slouží několik vleků a sjezdových tratí. Směrem k západu a na sever jsou hory velmi málo navštěvované také vzhledem k tomu, že je zde velmi málo vrcholů turisticky dostupných. Turistům zde slouží několik chat. Nalezneme zde i několik lehce zajištěných cest (Piz Ot, Piz Julier). Důležitou silnicí v pohoří je Albulastrasse, která v délce 39 km dělí pohoří na dvě části a překonává ve svém nejvyšším bodě sedlo Albulapass (2 321 m). Silnice je placená mýtem.

### Významná sídla v oblasti
- Davos (sever)
- Zernez (východ)
- St. Moritz (jih)
- Samedan (jih)
- Tiefelcastel (západ)

### Horské chaty
- Keschhütte (masiv Piz Kesch)
- Schürli Hütte (masiv Schwarzhorn)
- Es-cha Hütte (masiv Piz Kesch)
- Jürg-Jenatsch Hütte (masiv Piz d'Err)
- Elahütte (masiv Piz Ella)
- Grialetsch hütte (masiv Piz Sarsura)
- Celerina (masiv Piz Nair)